# Бойкопонура
Бойкопонура — хутір в Калінінському районі Краснодарського краю. Центр Бойкопонурського сільського поселення.
До складу Бойкопонурського сільського поселення входить також станиця Андріївська.
Раніше назва хутора поділялася дефісом — «Бойко-Понура».
Населення (2002) — 2 146 осіб.
| Росія | Це незавершена стаття з географії Росії. Ви можете допомогти проєкту, виправивши або дописавши її. |